# IC 649-2
IC 649-2 — галактика типу Sbc (компактна витягнута спіральна галактика) у сузір'ї Секстант.
Цей об'єкт міститься в оригінальній редакції індексного каталогу.